# Munhava
Munhava, Bairro da Munhava ou oficialmente Munhava-Central, é o bairro mais populoso da cidade da Beira, localizada na província de Sofala, Moçambique. Administrativamente é um dos cinco bairro do posto administrativo da Munhava. O bairro conta com pouco mais de 121 mil habitantes dos cerca de 633 mil existente nos 26 bairros do Chiveve. É um bairro que aloja algumas das maiores infraestruturas económicas da cidade, tais como: Porto da Beira, FIPAG, Conselho Municipal da Beira (CMB), Cimentos da Beira, entre outras.
Urbanização
A Maraza é a zona do bairro que apresenta as piores condições em termos de urbanização e vias de comunicação, condições semelhantes às que se encontram em favelas. A requalificação do bairro tem sido uma promessa constante das várias forças políticas.
Política

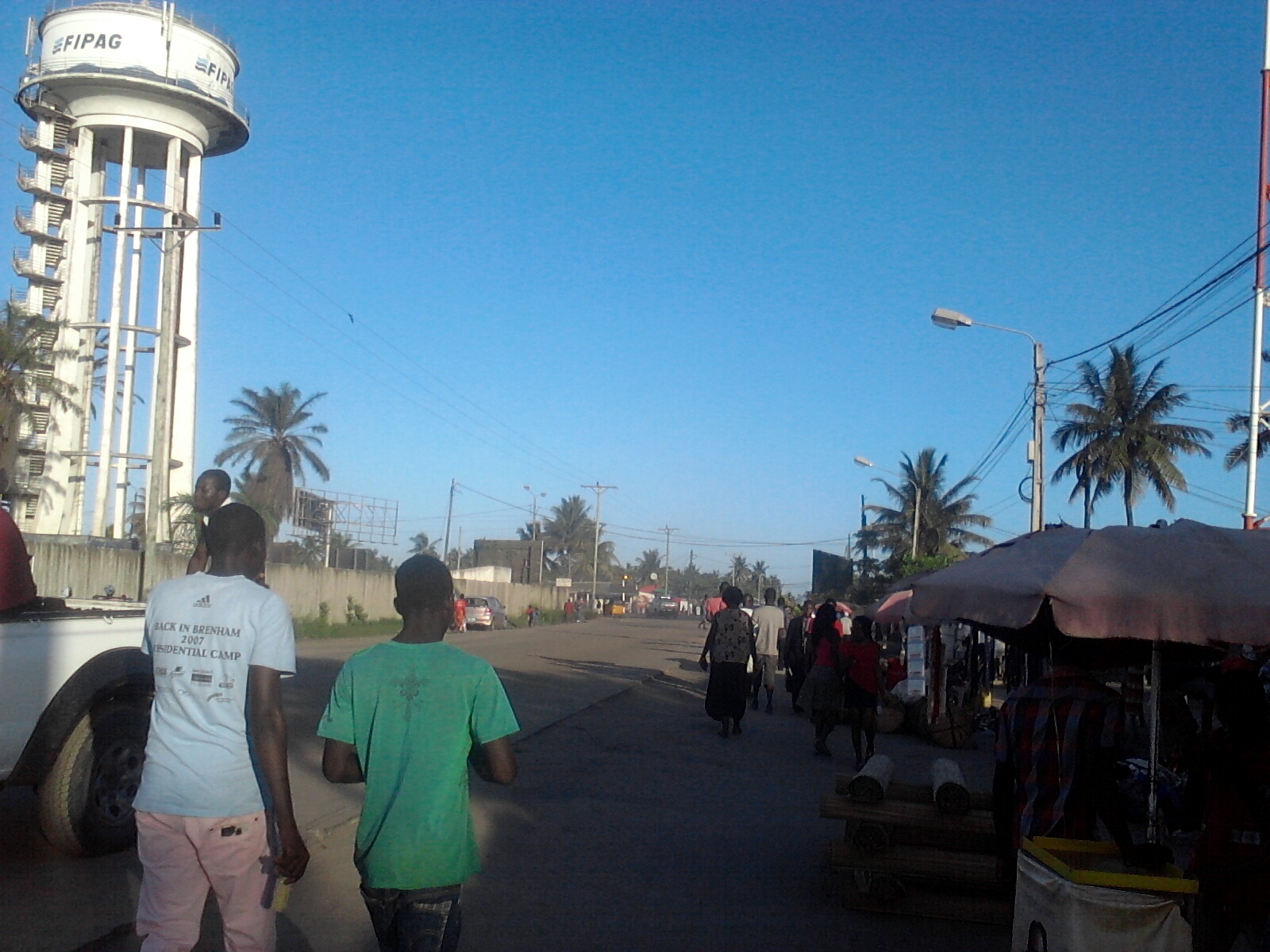
Bairro da Munhava, vista da esquerda para quem vai em direção ao porto da cidade da Beira e no fundo a torre do FIPAG.

Durante a campanha para as eleições autárquicas de 2013, que culminaram com a vitória do Movimento Democrático de Moçambique (MDM) no município, o bairro foi palco de violentos confrontos entre forças policiais e membros e simpatizantes daquele partido político..

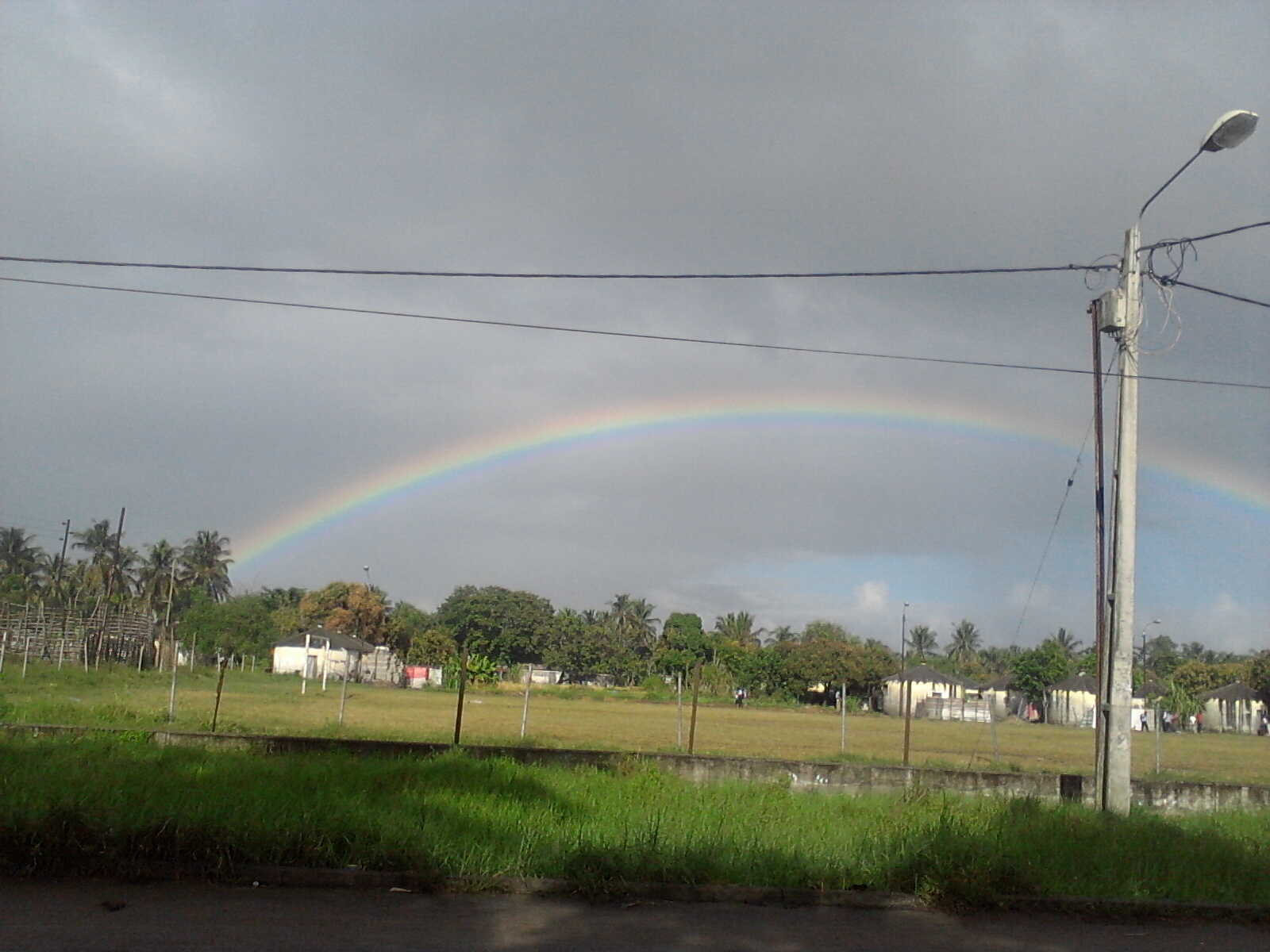
Campo do município da Beira (Munhava), cruzado por um lindo arco-íris. Este campo tem sido centro de vários comícios eleitorais, e no fundo zona da Mananga